# 尾澤福太郎
尾澤 福太郞（おざわ ふくたろう、1860年3月4日〈万延元年2月12日〉 - 1937年9月17日）は、日本の実業家。姓の「澤」は「沢」の旧字体、名の「福」は「福」の旧字体、「郞」はJIS X 0208では「郎」と同一の区点が割り当てられていることから、尾澤 福太郞（おざわ ふくたろう）、尾澤 福太郎（おざわ ふくたろう）、尾沢 福太郎（おざわ ふくたろう）とも表記される。
尾澤組組長（第2代）、諏訪電気株式会社社長（第3代）、株式会社尾澤組社長（初代）、片倉製糸紡績株式会社常務取締役、朝鮮生糸株式会社社長、京浜電力株式会社取締役、片倉殖産株式会社取締役、第二京浜電力株式会社取締役、諏訪工材株式会社取締役、武州製糸株式会社取締役、片倉生命保険株式会社監査役、富国火災海上保険株式会社監査役、千曲電気株式会社代表取締役、日本相互電気株式会社取締役、岩手県是製糸株式会社取締役、尾澤組合名会社代表社員などを歴任した。

## 概要
明治から昭和にかけて、製糸業にて成功した実業家である。家業である尾澤組を株式会社化して社長に就任し、長野県を中心に各地に製糸所を設けるなど、日本で有数の大規模な製糸事業を展開した。この成功により「諏訪の六大製糸家」の一人と呼ばれるようになる。その後、尾澤組と片倉製糸紡績との合併にともない、片倉製糸紡績の常務に就任し、片倉財閥の興隆に力を振るった。この片倉製糸紡績はのちに片倉工業に改組されることから、尾澤組は片倉工業の源流の一つとなった。そのほか、諏訪電気の取締役を務め、のちに社長に就任した。また岡谷市に市制が施行された際には、私財を投じて市庁舎を建設し、市に寄贈したことでも知られている。

## 来歴

### 生い立ち
1860年3月4日（万延元年2月12日）、尾澤金左衛門の長男として信濃国で生まれた。父である金左衛門は温厚で篤実な性格で知られ、諏訪郡岡谷村で製糸業を営んでいた。なお、岡谷村はのちに筑摩県諏訪郡に属し、1874年（明治7年）に他の村と合併し平野村となった。1879年（明治12年）、金左衛門は片倉兼太郎や林倉太郎とともに同業者を束ねて開明社を創業し、金左衛門、片倉、林が輪番で社長を務めた。開明社は品質管理に注力するなど製品の改善に取り組み、製糸業界において「信州上一番格」と謳われることになった。もともと地主であった尾澤家、片倉家、林家は、開明社の興隆にともないさらなる発展を遂げ、製糸業界の実力者となっていった。1885年（明治18年）には、火災により尾澤邸に保管されていた製糸用の繭が焼失し、莫大な損害が発生するといった騒動も起きたが、金左衛門らはそれを乗り越えた。なお、この火災がきっかけとなり、諏訪郡の製糸業界では繭を専用の倉庫に保管するようになった。そのため、諏訪郡の製糸所の周辺には、繭倉庫が相次いで建てられることになった。製糸業界の発展に努めた尾澤家の功績は内外で高く評価されており、のちに金左衛門に緑綬褒章が授与されることになった。

### 実業家として

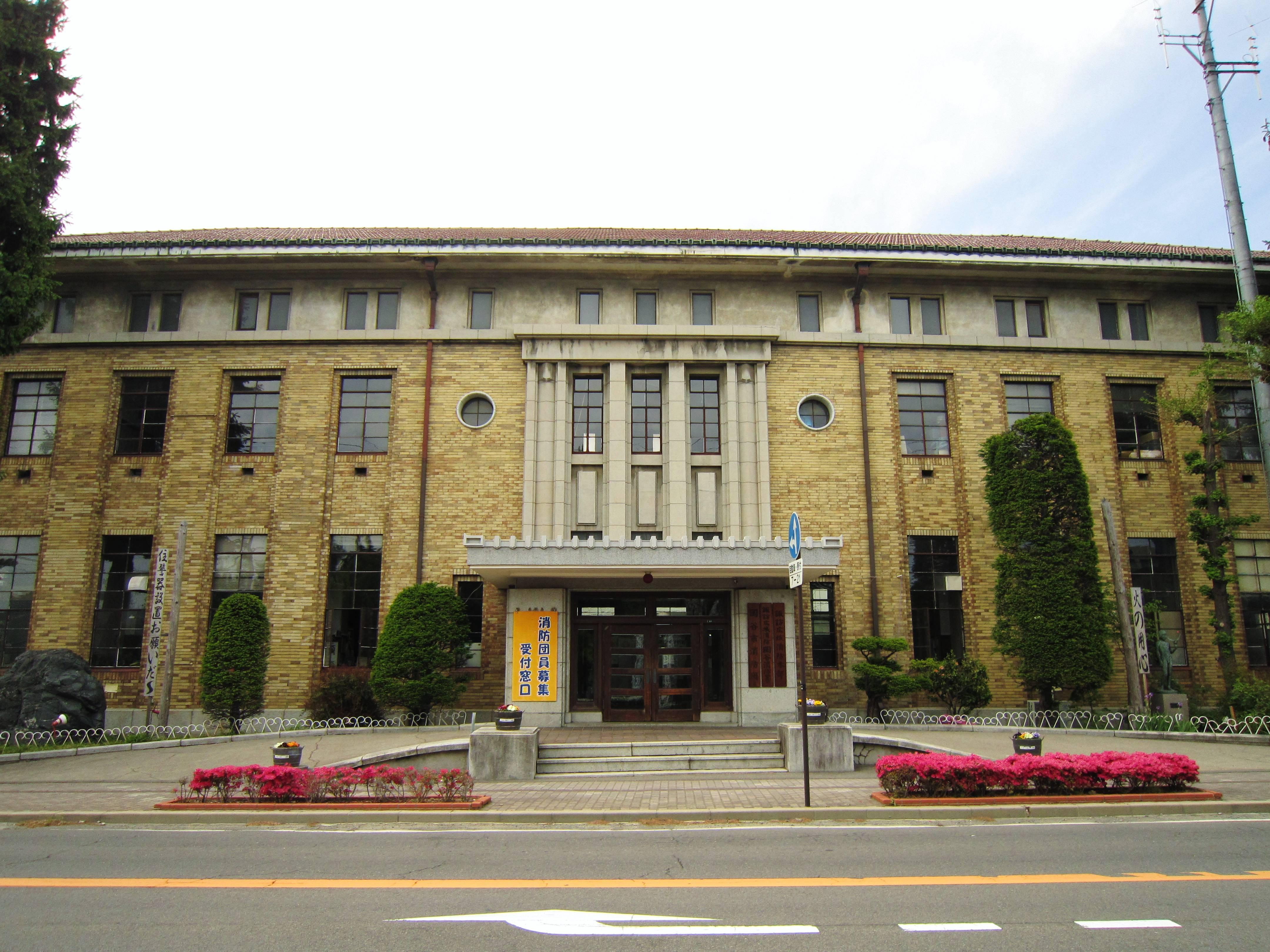
尾澤が寄贈した岡谷市庁舎

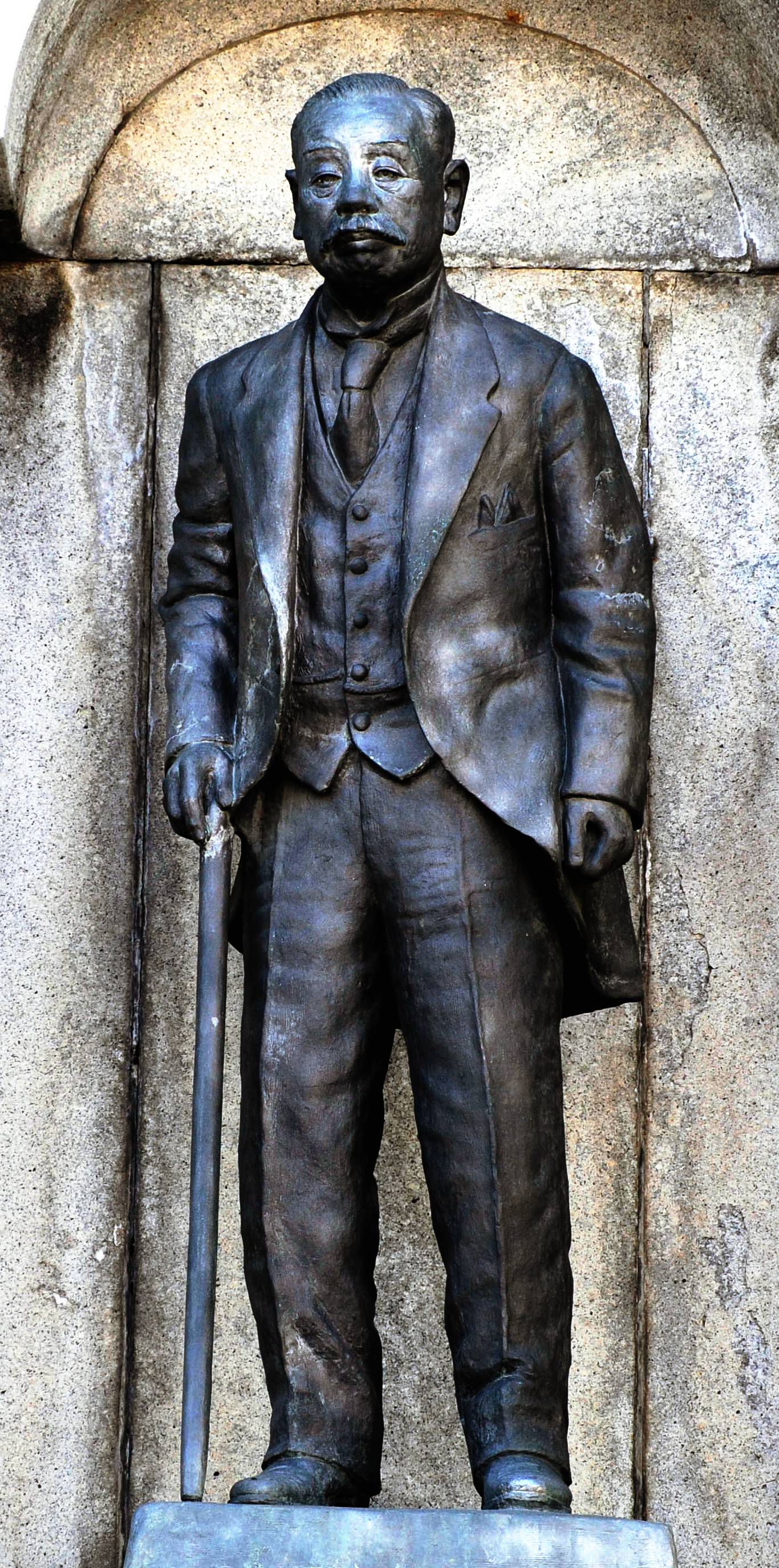
岡谷市庁舎に建立された『尾澤福太郎翁壽像』（武井直也作、1936年建立、1943年金属供出、1951年再建）

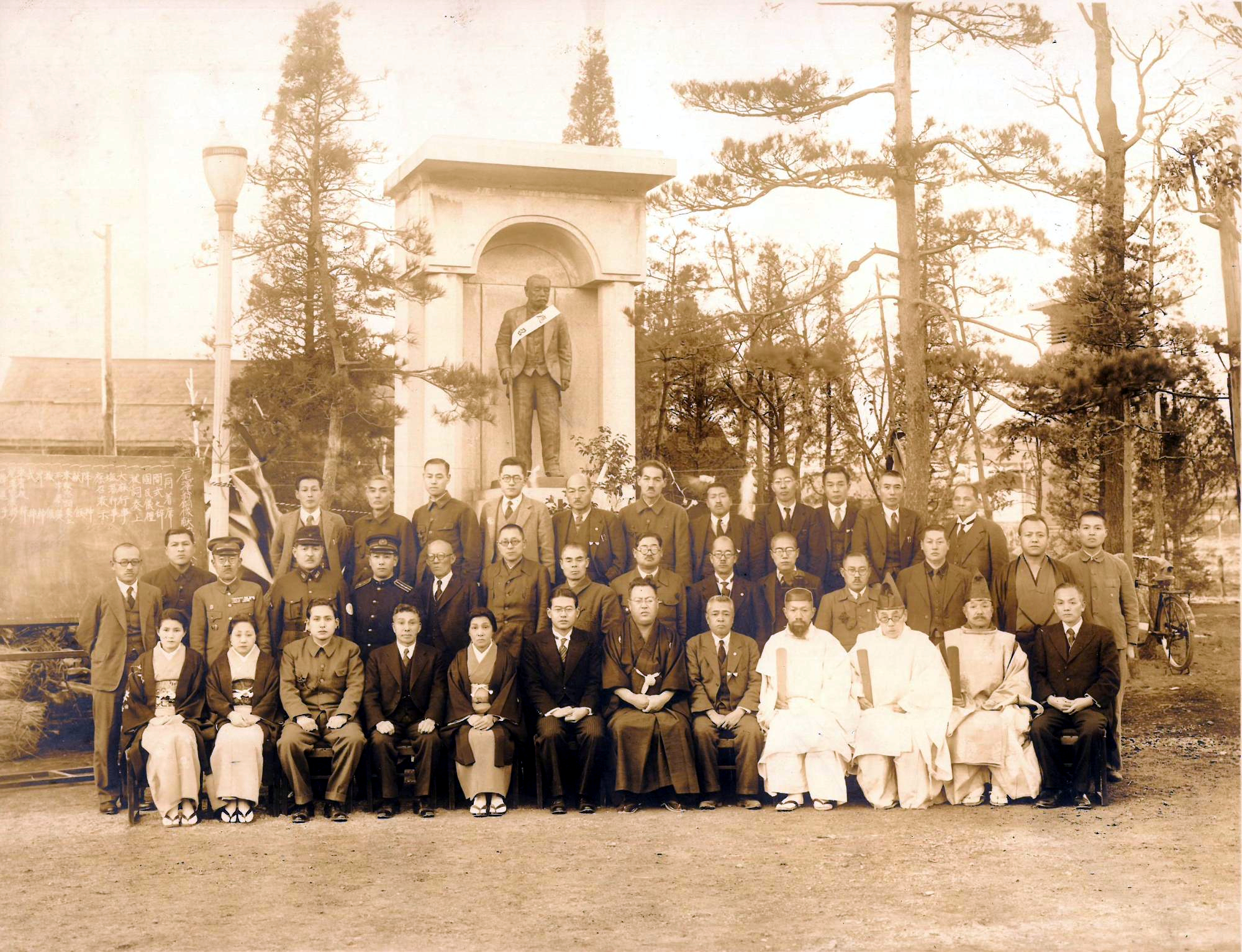
金属回収令に基づき供出される『尾澤福太郎翁壽像』の献納式（1943年）。像に「應召」と書かれた襷が掛けられている

1894年（明治27年）10月、福太郞は金左衛門より家督を相続し、尾澤家の当主となった。既に開明社は「県下第一の結社」と讃えられるほど大きく発展していたが、それが故に弊害も生じるようになり、加盟業者らの分出に繋がっていった。福太郞が営む尾澤組は、1894年（明治27年）に開明社から分出することになった。同様に、片倉兼太郎も三全社、片倉組を設立するなど開明社から独立の構えを見せ始めた。この頃、開明社に限らず長野県の製糸業結社は、加盟業者の独立が相次ぎ、軒並み分裂していくこととなった。その後、弟の尾澤琢郞らとともに、煮繭分業を実現するため煮繭機の改良に取り組むなど、経営の改善に力を注いだ。尾澤組は日本でも有数の規模の製糸業者に発展し、同社が経営する製糸所にはアメリカ合衆国から視察団が訪れるほどであった。1916年（大正5年）時点での調査によれば、福太郞は直接国税として1680円を納税しており、長野県の多額納税者の一人であった。長野県には大小さまざまな製糸業者が乱立し、器械製糸業者だけでも600社以上存在したが、その中でも尾澤組は片倉製糸紡績などとともに「諏訪の六大製糸」と呼ばれるほどの規模となった。長野県だけで1075釜の製糸所を所有していたが、そのほか埼玉県に1005釜、熊本県に418釜、青森県に348釜など県外にも製糸所を所有し、全国的に事業を展開した。また、平野村の製糸所に工女養成所を設置するとともに、尾澤組実科女学院を併設するなど、人材育成にも力を尽くした。
また、辻新次らとともに諏訪電気の経営に参画し、取締役を務め、のちに社長に就任した。長野県庁から許可を得て、東俣川や砥川の水流を利用した落合発電所をはじめ、東俣川や蝶ヶ沢の水流を利用した蝶ヶ沢発電所を建設するなど、水力発電事業を展開した。長野県では家庭用のみならず製糸所など事業用としても電気が利用されるようになり、諏訪電力はこれらの旺盛な電力需要を賄った。さらに、黒部川の水流を利用した水力発電事業を手掛けるため、今井五介らとともに発起人となり長富電力を設立した。しかし、黒部川流域の猿飛水路について、富山県庁は長富電力には許可を与えず、後から出願した日本電力に対して許可を与えた。そのため、長富電力の発起人総代の山田禎三郎らが、富山県知事を相手取り行政訴訟を起こす事態となった。
1922年（大正11年）、福太郞を支え続けてきた弟の尾澤琢郞が早逝した。福太郞とともに製糸業界の発展に努めた琢郞の功績は内外で高く評価され、琢郞は特旨をもって従六位に叙された。1923年（大正12年）、福太郞は尾澤組を株式会社化し、その初代社長に就任した。資本金は550万円であり、この時点で2700釜超を擁する大規模な製糸業者であった。同年、片倉兼太郎の弟にして養嗣子の二代目兼太郎が経営する片倉製糸紡績と、尾澤組が合併することになった。合併後の片倉製糸紡績において、福太郞は取締役を務めるとともに常務に就任した。片倉製糸紡績と尾澤組の合併により、日本国内の製糸所のうち7割以上を占めるに至った。経営基盤はさらに強固なものとなり、各地で製糸所の新設や買収を展開するなどさらなる規模拡大を進め、本土だけでなく朝鮮や中華民国にも進出した。片倉財閥の興隆により、二代目兼太郎は「シルクエンペラー」とまで謳われた。
そのほか、朝鮮生糸にて社長を務め、千曲電気にて代表取締役を務め、京浜電力、片倉殖産、第二京浜電力、諏訪工材、武州製糸、日本相互電気、岩手県是製糸にて、それぞれ取締役を務め、片倉生命保険、富国火災海上保険、片倉殖産、岩手県是製糸にて、それぞれ監査役を務めるなど、多くの企業の役職を兼任した。また、合名会社として尾澤組を設立し、その代表社員となった。
1936年（昭和11年）、地元である長野県諏訪郡平野村の改称および市制施行により、岡谷市が発足することとなった。当時は市庁舎新築が市制施行の要件となっていたことから、福太郞は故郷のために私財を投じて市庁舎を建設し、市に寄贈した。1937年（昭和12年）9月17日に死去した。77歳没。製糸業界の発展に努めた功績は内外で高く評価され、死去に際して位階が追賜された。

## 顕彰

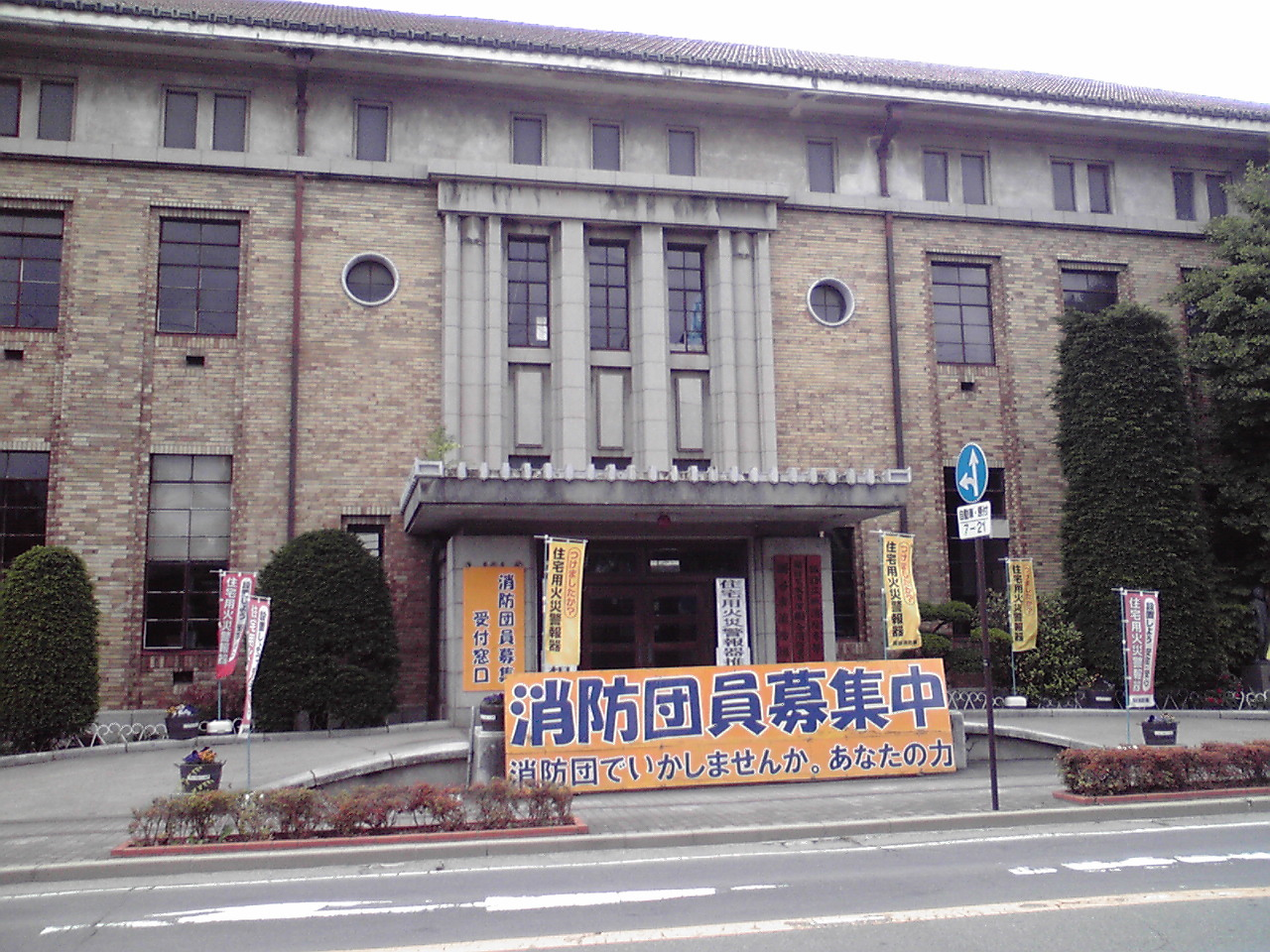
尾澤が寄贈した岡谷市庁舎。のちに岡谷消防署に転用されたため「消防団員募集中」の垂れ幕が見える

福太郞が寄贈した岡谷市庁舎は、岡谷市役所として利用されていたが、のちに岡谷消防署に転用された。丸窓やスクラッチタイルを用いた外壁が特徴のモダンな外観であり、昭和初期の庁舎建築としては貴重とされ、文化庁により登録有形文化財として登録されるとともに、経済産業省の近代化産業遺産にも認定されている。その庁舎の横には、福太郞の業績を記念し、武井直也の手による『尾澤福太郎翁壽像』が建立されている。

## 家族・親族

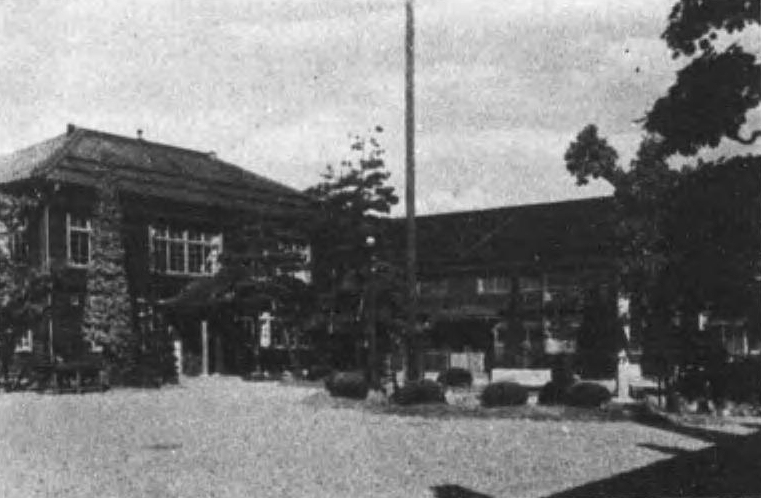
かつて尾澤組の本部が設置されていた尾澤製糸所

片倉財閥を興した片倉家とは姻戚関係にある。福太郞の二女は、片倉俊太郎の二男である片倉直人に嫁いでいる。直人は、片倉製糸紡績などの役員を務めた実業家である。また、福太郞の弟である尾澤琢郞は、貴族院議員の今井五介の長女と結婚した。五介は初代片倉兼太郎の弟であり、片倉家から今井家の養子となり、片倉製糸紡績の役員を経て国会議員となった。片倉製糸紡績と尾澤組との合併が話題となった際には「片倉、尾澤兩家の間柄は切つても切れぬ親族關係、同じ土地に六大製糸などゝ對立してゐたからとて、別段商賣敵として啀み合ふこともなく、最近生糸業改善の先決問題として製糸業合同の機運が醸成され來つたのを動機として、スラ〳〵と合併談が捗つたのも寧ろ當然の話」と報じられた。
- 尾澤金左衛門（父） - 実業家[5][7]
- 尾澤琢郎（弟） - 実業家[5][6]。岳父に今井五介
- 尾澤晴海（娘婿・養嗣子） - 実業家[5]。長女初枝の前夫
- 尾澤虎雄（元娘婿・養子） - 実業家[5]。長女初枝の後夫
- 片倉直人（娘婿） - 実業家[5][29]。二女織衣の夫
- 尾澤金藏（甥） - 実業家。琢郎の子
- 尾澤金一（孫） - 実業家[5]。長女初枝と晴海の長男
- 尾澤陸平（孫） - 実業家[5]。長女初枝と晴海の二男
- 二代目池貝庄太郎（義孫） - 実業家[31]
- 濱口義郎（義孫） - 実業家

## 系譜
|              |              |              |              |              |              |  |  |            |            |            |            |            |            |  |  |                  |                  |                  |                  |                  |                  |  |  |            |  |  |  |  |  |  |  |
|              |              |              |              |              |              |  |  |            |            |            |            |            |            |  |  | 尾澤晴海         |                  |                  |                  |                  |                  |  |  |            |  |  |  |  |  |  |  |
|              |              |              |              |              |              |  |  |            |            |            |            |            |            |  |  |                  |                  |                  |                  |                  |                  |  |  | 尾澤金一   |  |  |  |  |  |  |  |
|              |              |              |              |              |              |  |  |            |            |            |            |            |            |  |  |                  |                  |                  |                  |                  |                  |  |  |            |  |  |  |  |  |  |  |
| 尾澤金左衛門 | 尾澤金左衛門 | 尾澤金左衛門 | 尾澤金左衛門 | 尾澤金左衛門 | 尾澤金左衛門 |  |  | 尾澤福太郞 | 尾澤福太郞 | 尾澤福太郞 | 尾澤福太郞 | 尾澤福太郞 | 尾澤福太郞 |  |  | 福太郞の長女初枝 | 福太郞の長女初枝 | 福太郞の長女初枝 | 福太郞の長女初枝 | 福太郞の長女初枝 | 福太郞の長女初枝 |  |  |            |  |  |  |  |  |  |  |
| 尾澤金左衛門 | 尾澤金左衛門 | 尾澤金左衛門 | 尾澤金左衛門 | 尾澤金左衛門 | 尾澤金左衛門 |  |  | 尾澤福太郞 | 尾澤福太郞 | 尾澤福太郞 | 尾澤福太郞 | 尾澤福太郞 | 尾澤福太郞 |  |  | 福太郞の長女初枝 | 福太郞の長女初枝 | 福太郞の長女初枝 | 福太郞の長女初枝 | 福太郞の長女初枝 | 福太郞の長女初枝 |  |  |            |  |  |  |  |  |  |  |
|              |              |              |              |              |              |  |  |            |            |            |            |            |            |  |  |                  |                  |                  |                  |                  |                  |  |  | 尾澤陸平   |  |  |  |  |  |  |  |
|              |              |              |              |              |              |  |  |            |            |            |            |            |            |  |  |                  |                  |                  |                  |                  |                  |  |  |            |  |  |  |  |  |  |  |
|              |              |              |              |              |              |  |  |            |            |            |            |            |            |  |  | 尾澤虎雄         |                  |                  |                  |                  |                  |  |  |            |  |  |  |  |  |  |  |
|              |              |              |              |              |              |  |  |            |            |            |            |            |            |  |  |                  |                  |                  |                  |                  |                  |  |  |            |  |  |  |  |  |  |  |
|              |              |              |              |              |              |  |  |            |            |            |            |            |            |  |  | 福太郞の二女織衣 |                  |                  |                  |                  |                  |  |  |            |  |  |  |  |  |  |  |
|              |              |              |              |              |              |  |  |            |            |            |            |            |            |  |  |                  |                  |                  |                  |                  |                  |  |  |            |  |  |  |  |  |  |  |
|              |              |              |              |              |              |  |  |            |            |            |            |            |            |  |  |                  |                  |                  |                  |                  |                  |  |  | 直人の長女 |  |  |  |  |  |  |  |
|              |              |              |              |              |              |  |  |            |            |            |            |            |            |  |  |                  |                  |                  |                  |                  |                  |  |  |            |  |  |  |  |  |  |  |
|              |              |              |              |              |              |  |  |            |            |            |            |            |            |  |  | 片倉直人         |                  |                  |                  |                  |                  |  |  |            |  |  |  |  |  |  |  |
|              |              |              |              |              |              |  |  |            |            |            |            |            |            |  |  |                  |                  |                  |                  |                  |                  |  |  | 池貝庄太郎 |  |  |  |  |  |  |  |
|              |              |              |              |              |              |  |  | 尾澤琢郞   | 尾澤琢郞   | 尾澤琢郞   | 尾澤琢郞   | 尾澤琢郞   | 尾澤琢郞   |  |  | 尾澤金藏         | 尾澤金藏         | 尾澤金藏         | 尾澤金藏         | 尾澤金藏         | 尾澤金藏         |  |  |            |  |  |  |  |  |  |  |
|              |              |              |              |              |              |  |  | 尾澤琢郞   | 尾澤琢郞   | 尾澤琢郞   | 尾澤琢郞   | 尾澤琢郞   | 尾澤琢郞   |  |  | 尾澤金藏         | 尾澤金藏         | 尾澤金藏         | 尾澤金藏         | 尾澤金藏         | 尾澤金藏         |  |  |            |  |  |  |  |  |  |  |
|              |              |              |              |              |              |  |  |            |            |            |            |            |            |  |  |                  |                  |                  |                  |                  |                  |  |  | 直人の三女 |  |  |  |  |  |  |  |
|              |              |              |              |              |              |  |  |            |            |            |            |            |            |  |  |                  |                  |                  |                  |                  |                  |  |  |            |  |  |  |  |  |  |  |
|              |              |              |              |              |              |  |  |            |            |            |            |            |            |  |  |                  |                  |                  |                  |                  |                  |  |  |            |  |  |  |  |  |  |  |
|              |              |              |              |              |              |  |  |            |            |            |            |            |            |  |  |                  |                  |                  |                  |                  |                  |  |  | 濱口義郎   |  |  |  |  |  |  |  |
|              |              |              |              |              |              |  |  |            |            |            |            |            |            |  |  |                  |                  |                  |                  |                  |                  |  |  |            |  |  |  |  |  |  |  |

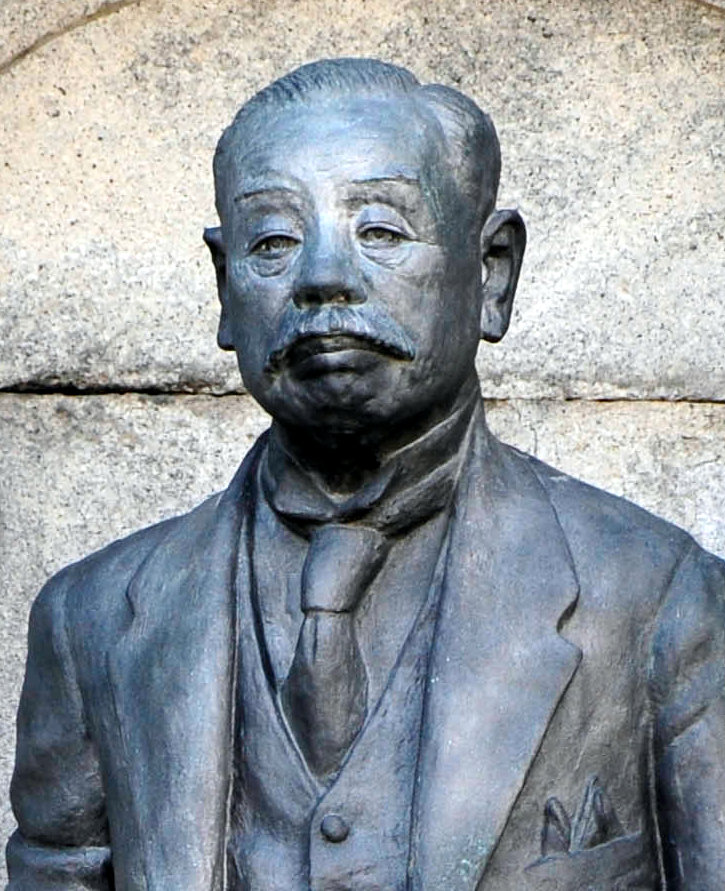
尾澤の存命中に建立された『尾澤福太郎翁壽像』（武井直也作、1936年建立、1943年金属供出、1951年再建）

- 赤地に太字が本人、緑地が尾澤家の歴代当主である。
- 係累縁者が多いため、尾澤福太郞の親族に該当する著名人のみ氏名を記載した。
- 尾澤晴海は福太郞の長女と結婚し[20]、福太郞の養嗣子となったが早世したため[5]、家督は晴海の長男である尾澤金一が継承した[5]。
- 尾澤陸平は晴海の二男であり[5]、尾澤家から分家した。
- 尾澤琢郞は福太郞の弟であり[5]、尾澤家から分家した[5]。
- 尾澤虎雄は福太郞の長女と結婚し[5]、福太郞の養子となったが[5]、のちに他家から後妻を娶り[32]、尾澤家から分家した[22]。

## 略歴
- 1860年 - 信濃国諏訪郡岡谷村にて誕生。
- 1894年 - 家督を相続。
- 1923年 - 尾澤組社長。
- 1923年 - 片倉製糸紡績常務。
- 1937年 - 死去。

### 註釈
1. ↑  なお、諏訪電気株式会社は、のちに中部電力株式会社の源流の一つとなった。
2. ↑  なお、京浜電力株式会社は、のちに東京電力ホールディングス株式会社の源流の一つとなった。
3. ↑  なお、第二京浜電力株式会社は、のちに東京電力ホールディングス株式会社の源流の一つとなった。
4. ↑  なお、片倉生命保険株式会社は、のちにプルデンシャル生命保険株式会社の源流の一つとなった。
5. ↑  なお、富国火災海上保険株式会社は、のちにあいおいニッセイ同和損害保険株式会社の源流の一つとなった。
6. ↑  原文は縦書きであり、「スラ〳〵と」の「〳〵」はくの字点である。

## 関連人物
- 今井五介
- 片倉兼太郎
- 片倉兼太郎 (2代目)
- 武井直也
- 辻新次
- 濱口義郎